# En varg söker sin flock
En varg söker sin flock är en självbiografi av Ulf Lundell som kom ut i november 1989, dock saluförd som roman. Personerna runt omkring Lundell förekommer med sina verkliga namn eller i form av begynnelsebokstäver (exempelvis F). Romanen behandlar Lundells förändring från alkoholist till troende kristen, inspelningarna av albumen Det goda livet, Evangeline och Utanför murarna berörs och en viktig del i romanen är även hans dåvarande förhållande. 